# Michelau im Steigerwald
Michelau im Steigerwald település Németországban, azon belül Bajorországban. Lakosainak száma 1150 fő (2023. december 31.).

## Népesség
A település népessége az elmúlt években az alábbi módon változott:
| Lakosok száma | 360  | 449  | 672  | 1068 | 1131 | 1107 | 1106 | 1118 | 1147 | 1150 |
|               | 1875 | 1950 | 1975 | 1987 | 2012 | 2014 | 2016 | 2017 | 2021 | 2023 |